# 신경전달물질

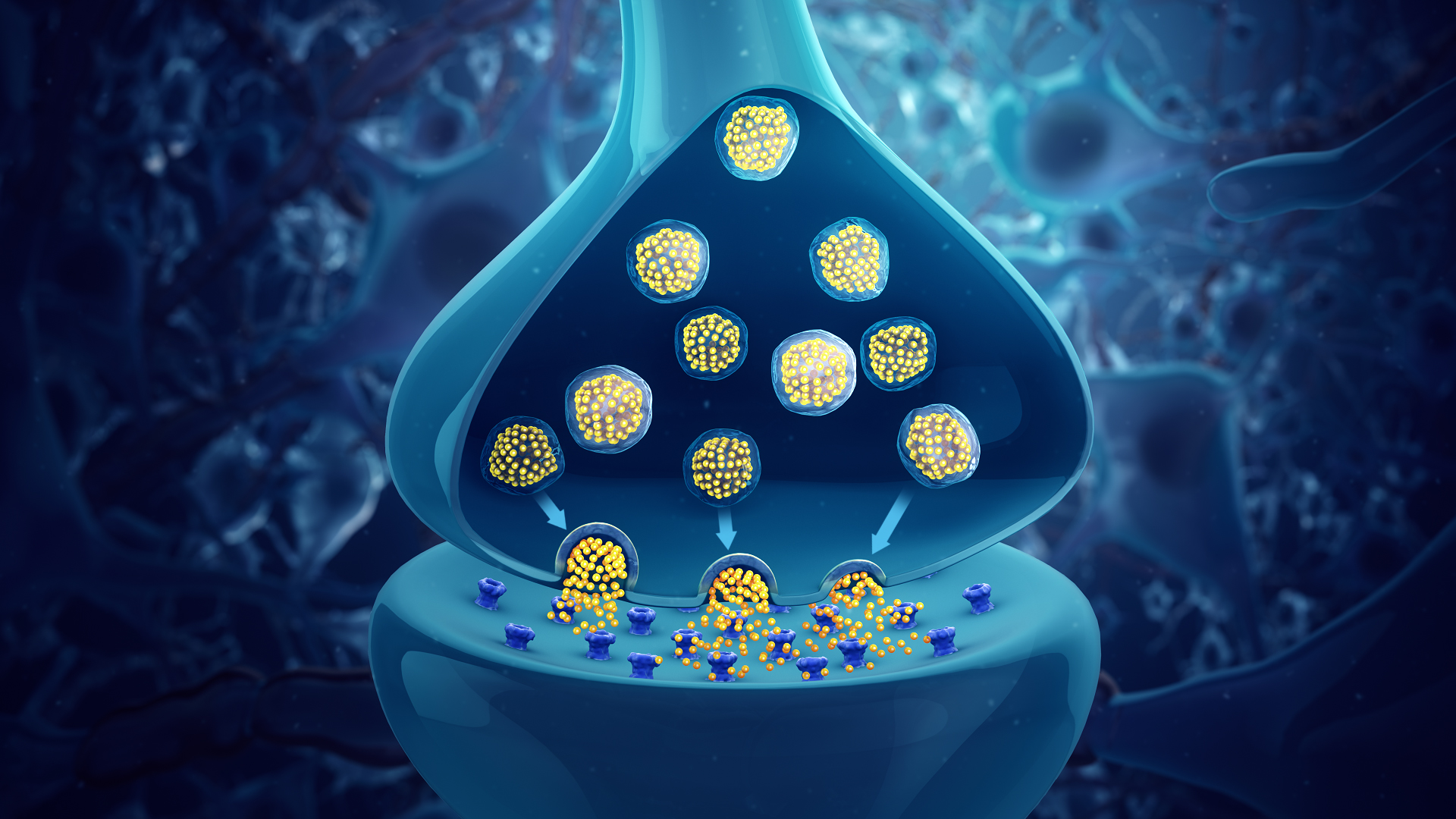

신경전달물질(神經傳達物質, 영어: neurotransmitter, NT)은 신경 세포에서 분비되는 신호 물질이다. 고전적인 신경전달물질로는 아세틸콜린 등이 알려져 있으며 이는 시냅스를 통해 인접한 신경 세포의 전위를 높이거나 낮추는 역할을 한다. 이 밖에도 신경세포는 모노아민이나 뉴로펩티드(neuropeptide)를 통해 보다 넓은 지역의 세포에 신호를 전달할 수 있다.

## 작용 기전
신경전달물질은 신경세포의 시냅스 소포체 안에 들어있다. 신경세포에 자극이 전달되면 신경세포 시냅스 전에 칼슘이온 채널이 열려 칼슘이 신경세포 안으로 유입되어 시냅스 소포체를 신경세포의 세포막으로 이동시킨다. 세포막으로 이동한 소포체가 축삭돌기 말단에서 세포외유출에 의해 신경전달물질을 시냅스로 방출시킨다. 방출된 신경전달물질은 시냅스 후 세포막의 수용체와 결합하여 시냅스 후 세포의 투과성을 변화시킨다. 만약 양이온 채널이 열려서 양이온이 신경세포안으로 들어가면 신경세포가 탈분극되어 흥분성 신경을 전달하고 음이온 채널이 열리면 신경세포가 과분극 되어 신경전달이 억제된다.

## 종류와 기능
- 아미노산
  - 글루타민산(글루탐산), 글라이신 : 불쾌한 기억과 주로 연관된다. 죽음은 누구에게나 공포의 대상이지만 어떤 사람은 거미처럼 다리가 많은 동물을 싫어하는가 하면 어떤 사람들은 높은 건물의 난간 위를 표정 하나 바뀌지 않고 뛰어다니기도 한다. 이처럼 사람마다 다르게 후천적으로 지속하여 나타나는 공포감을 공포증이라 하며, 글루타메이트(Glutamate)가 공포증을 유발하는 데 일조한다. 사고 현장이나 전쟁터에서 느낀 극한의 스트레스가 유발하는 '외상후스트레스장애'도 글루타메이트가 중요한 역할을 하는 것으로 보인다.
  - 가바(GABA) : 억제성 신경전달물질로, 항불안 작용, 항우울작용, 항경련작용, 혈압강하효과, 간기능 개선효과를 가진다.
- 펩타이드
  - 옥시토신
  - 소마토스타틴
  - 오피오이드 펩타이드
  - 서브스턴스 P(Substance P,SP)
  - CART(Cocaine and amphetamine regulated transcript)
- 모노아민
  - 아세틸콜린 : 아세틸콜린은 혈관확장제로서 작용하여 심장박동 및 수축을 감소시켜 심혈관계를 포함한 수많은 신체기관에 영향을 미친다. 또한 위의 연동운동 및 소화기의 수축 폭을 증가시켜 위장관계에도 영향을 미치며, 방광의 용량을 감소시키고 수의, 방뇨압을 증가시키는 작용을 하여 비뇨계에 영향을 미친다.심장 조직에서 아세틸콜린을 통한 신경 전달은 저해 작용을 하여 심박수를 낮춘다. 반대로 골격근에서 아세틸콜린은 흥분성 신경전달물질로 작용한다
  - 도파민 : 카테콜아민계 전구체이다. 뇌의 일부구조에서 발견되는 뉴런에서 생성되며 중추신경계 내에서 억제작용을 한다. 또한 아드레날린(에피네프린)이나 노르에피네프린의 전구체로 의욕, 행복, 기억, 인지 등 뇌의 다양한 기능과 연관이 있다 때문에 도파민의 분비가 많아지게 되면 의욕과 흥미를 느끼기 쉬워진다. 어떤 일을 달성했을 때의 성취감 역시 도파민의 작용이다. 또한 도파민은 운동 신경을 활성화하거나 비활성화하는 데 작용하여 근육이 안정적으로 움직일 수 있도록 조절해준다. 도파민이 부족해지면 파킨슨 병처럼 움직임이 둔해지고 불안정해지고 너무 과도하게 된다면 조현병처럼 환각과 망상, 비정상적인 사고가 생긴다.
  - 노르에피네프린 : 저혈당, 공포, 추위에 대응하기 위해 부신수질의 크로마핀 세포에 있는 티로신으로부터 합성된다. 중성지질과 글리코겐의 분해를 촉진할 뿐만 아니라 심박출량과 혈압을 증가시킨다.카테콜아민계이다.
  - 세로토닌 : 인돌아민계 신경전달물질인 세로토닌은 우울한 감정과 관련이 있다. 기분, 체온조절, 고통인식, 수면 등에 영향을 준다. 또한 신경성 식욕부진, 이상식이와 탄수화물 갈구증 같은 인간의 섭식 질환과 관련이 있다. 세로토닌은 혈소판에서 혈청 속으로 방출되어 혈관을 수축시킴으로써 지혈작용을 돕는 물질이다. 그러나 이들은 뇌의 시상하부에서 신경전달물질로 작용하기도 한다. 세로토닌은 행복감을 느끼게 하며 식욕을 떨어뜨리는 역할을 한다. 이에 비해 이들이 부족하면 우울증이나 불안증을 유발하기 쉽다.
  - 히스타민 : 알레르기와 염증 반응의 매개체이면서, 위산 생성의 자극제 그리고 뇌의 여러 부분에서 신경전달물질로서 작용한다.[1]
- 기타 신경전달물질 - 멜라토닌, 기체신호전달물질 등이 있으며 특히 이들중 생체생합성물질은 생체아민으로 다루어지기도 한다.

## 인간의 복잡한 보상시스템
한편 신경전달물질인 도파민계의 뉴런들의 경우 도파민시스템(Dopamine system)의 보상 경로와 관련해서 긍정적인 반응의 피드백에 관여하는 기제와는 작용하지만 처벌과정의 반응 메커니즘에는 유의미한 수준이 아닌 것으로 카이스트 바이오및뇌공학과의 크리스토퍼 피오릴로 교수가 과학저널 사이언스에 발표한 바 있다. 이는 단일 작용기전이 보상시스템(Compensation System)에 전적으로 관여히기보다는 2가지 이상의 복합적인 작용기전이 보상 시스템에 관련되어 있다는 사실을 보여준다.

## 같이 보기
- 호르몬
- 신경조절물질
- 생리활성물질
- 식물호르몬
- 피토케미컬
- 효능제